# Citroën C3
Citroën C3 – samochód osobowy klasy subkompaktowej produkowany pod francuską marką Citroën od 2002 roku. Od 2024 roku produkowana jest czwarta generacja modelu.

## Pierwsza generacja

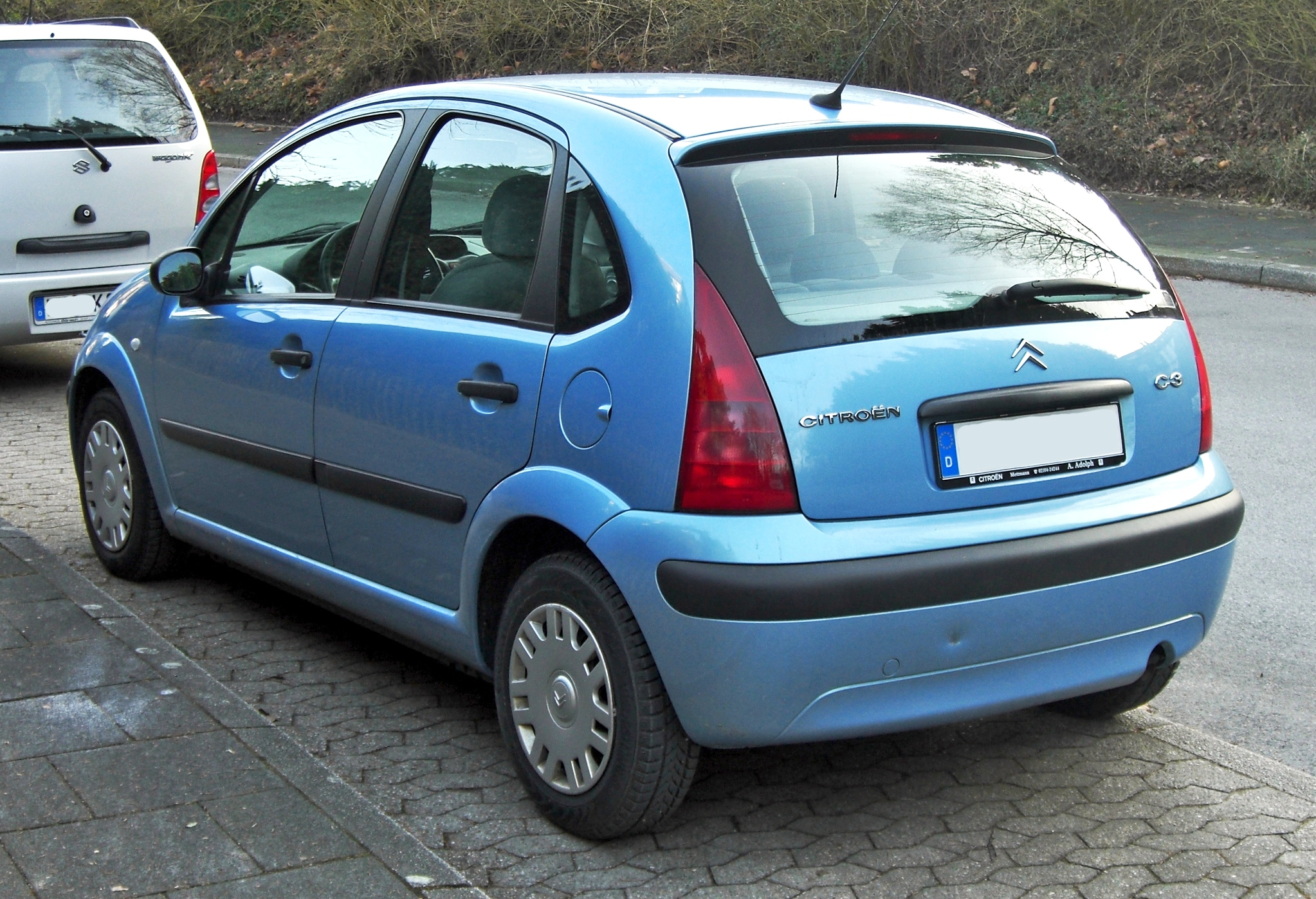
Citroën C3 I - tył

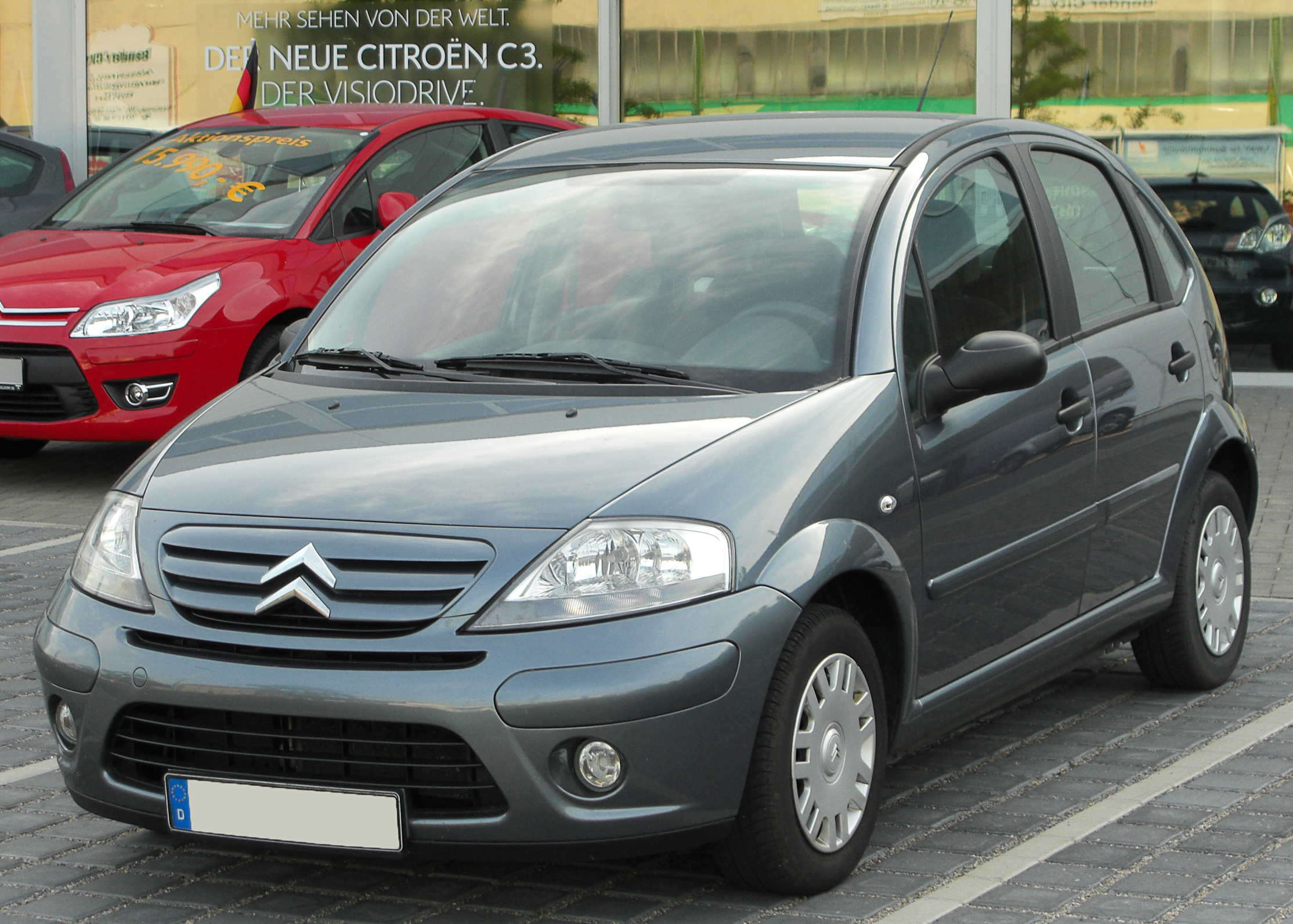
Citroën C3 po liftingu

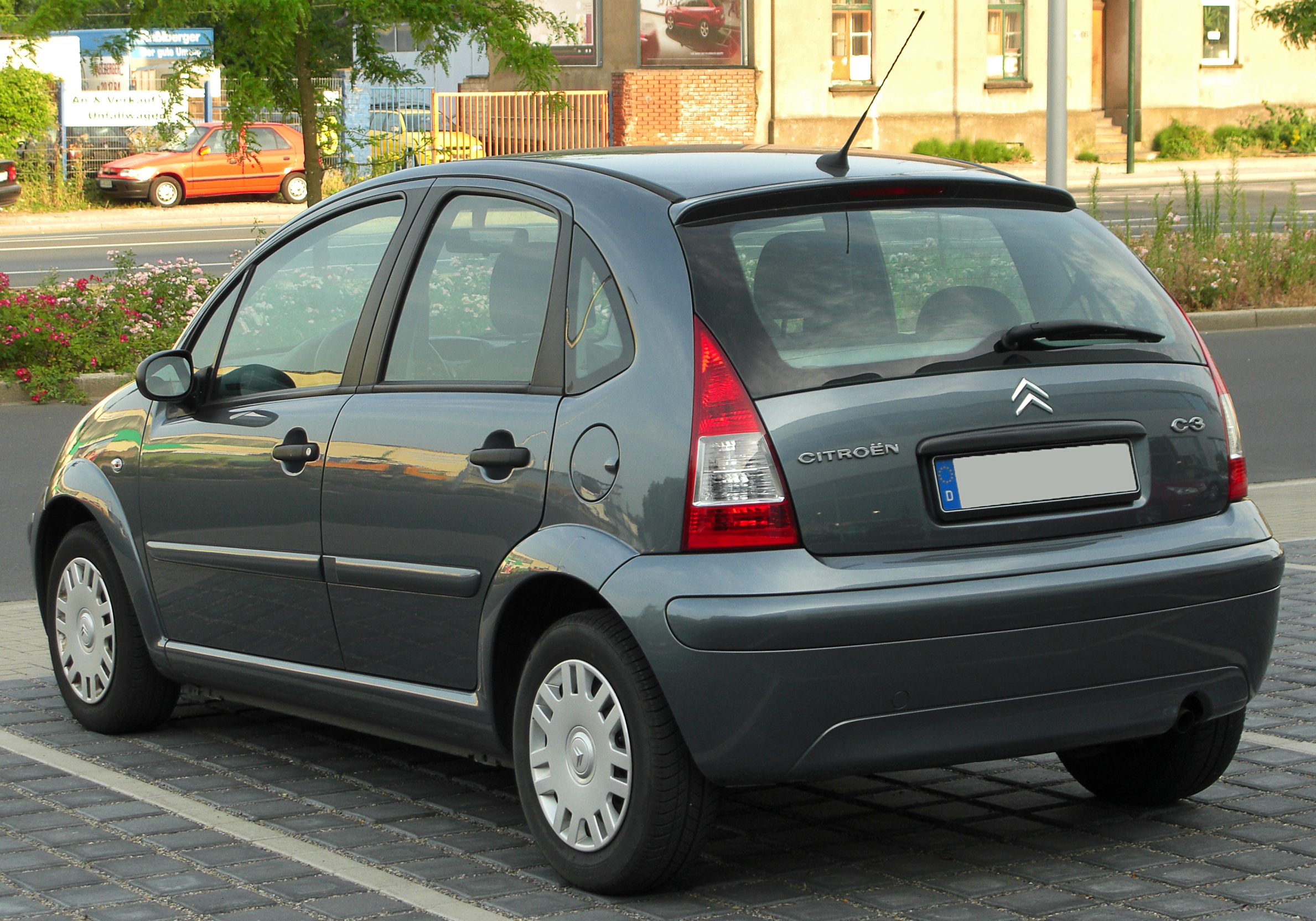
Citroën C3 I - tył po liftingu

Citroën C3 I został zaprezentowany po raz pierwszy w 2002 roku.
Pierwsza generacja C3 zadebiutowała w 2002 roku, jednak pierwszą partię około 300 sztuk wyprodukowano już w 2001 roku. Ten niewielki francuski samochód z 5-drzwiowym nadwoziem typu hatchback, zaprezentowany został w 2002 roku. Citroën określa swój samochód jako „Filigranowy i zwrotny, łączący małe gabaryty z pojemnym wnętrzem”. Produkowany był w Aulnay-sous-Bois we Francji, w Madrycie w Hiszpanii oraz w Porto Real w Brazylii. Tylko w Madrycie powstawał model C3 Pluriel.
Model C3 był pierwszym przedstawicielem PSA Peugeot Citroën w oparciu o platformę PF1, pokrewne modele to Citroen C2, Citroen C3 Pluriel, Peugeot 1007, Peugeot 207 i Citroën C3 Picasso.
Donato Coco, obecnie główny projektant w Ferrari, dla koncernu Citroën zaprojektował takie modele jak Xsara Picasso, C2, C3 i C4.
W 2004 roku zadebiutowała uterenowiona odmiana X-TR wyposażona w osłony z tworzywa sztucznego, zwiększony prześwit, oraz mechanizm różnicowy o ograniczonym poślizgu. Wariant wycofano z oferty w 2006 roku. 
W 2005 roku gama Citroënów C3 przeszła facelifting, który nieznacznie odbił się na wyglądzie samochodów. Poprawiono także ich osiągi, w przypadku Diesla dostępny jest nowy silnik w wersji PLUS, a w silniku benzynowym zmodyfikowano układ wydechowy.
W plebiscycie na Europejski Samochód Roku 2003 model zajął 3. pozycję (za Renault Megane II i Mazdą 6).

### Silniki
Benzynowe:
- 1.1 60 KM 94Nm
- 1.4 73 KM
- 1.4 16V 88 KM
- 1.6 16V 109 KM 147Nm

Diesla:
- 1.4 HDi 68 KM
- 1.4 HDi 16V 90 KM
- 1.6 HDi 90 KM
- 1.6 HDi 110 KM

### Wyposażenie
Auto miejskie wówczas było wyposażone dość bogato jak na swój segment rynkowy, między innymi w:
- ABS
- ESP
- poduszki powietrzne (maksymalnie 6)
- wspomaganie kierownicy
- centralny zamek
- klimatyzacja manualna
- Klimatyzacja automatyczna (opcjonalnie)
- system audio (opcjonalnie)
- skórzana tapicerka (opcjonalnie)
- system nawigacji GPS kolorowej (opcjonalnie)
- czujniki parkowania (opcjonalnie)
- tempomat (opcjonalnie)
- czujnik deszczu (opcjonalnie)
- zestaw głośnomówiący bluetooth (opcjonalnie)

## Citroën C3 Pluriel

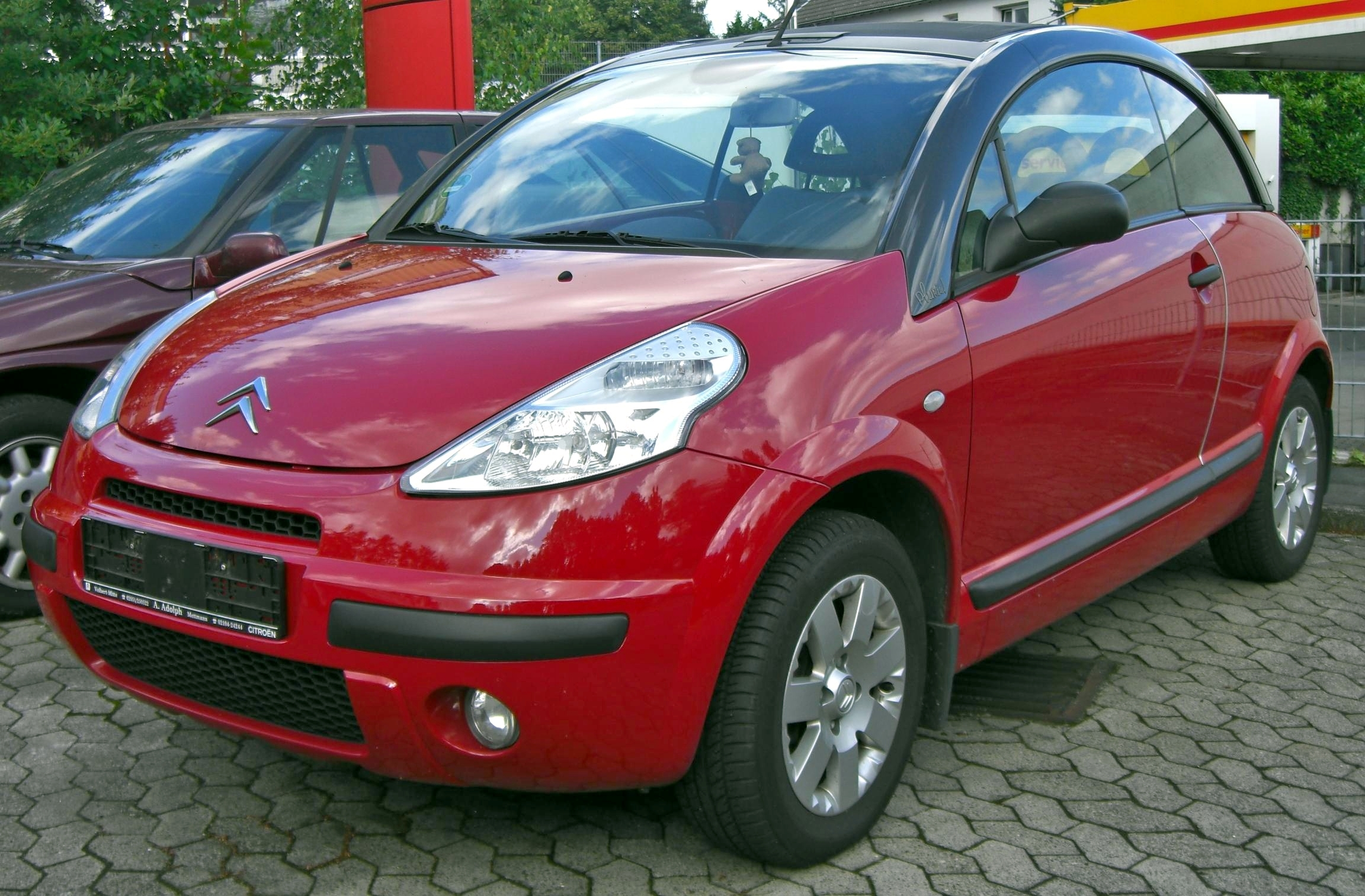
Citroen C3 Pluriel

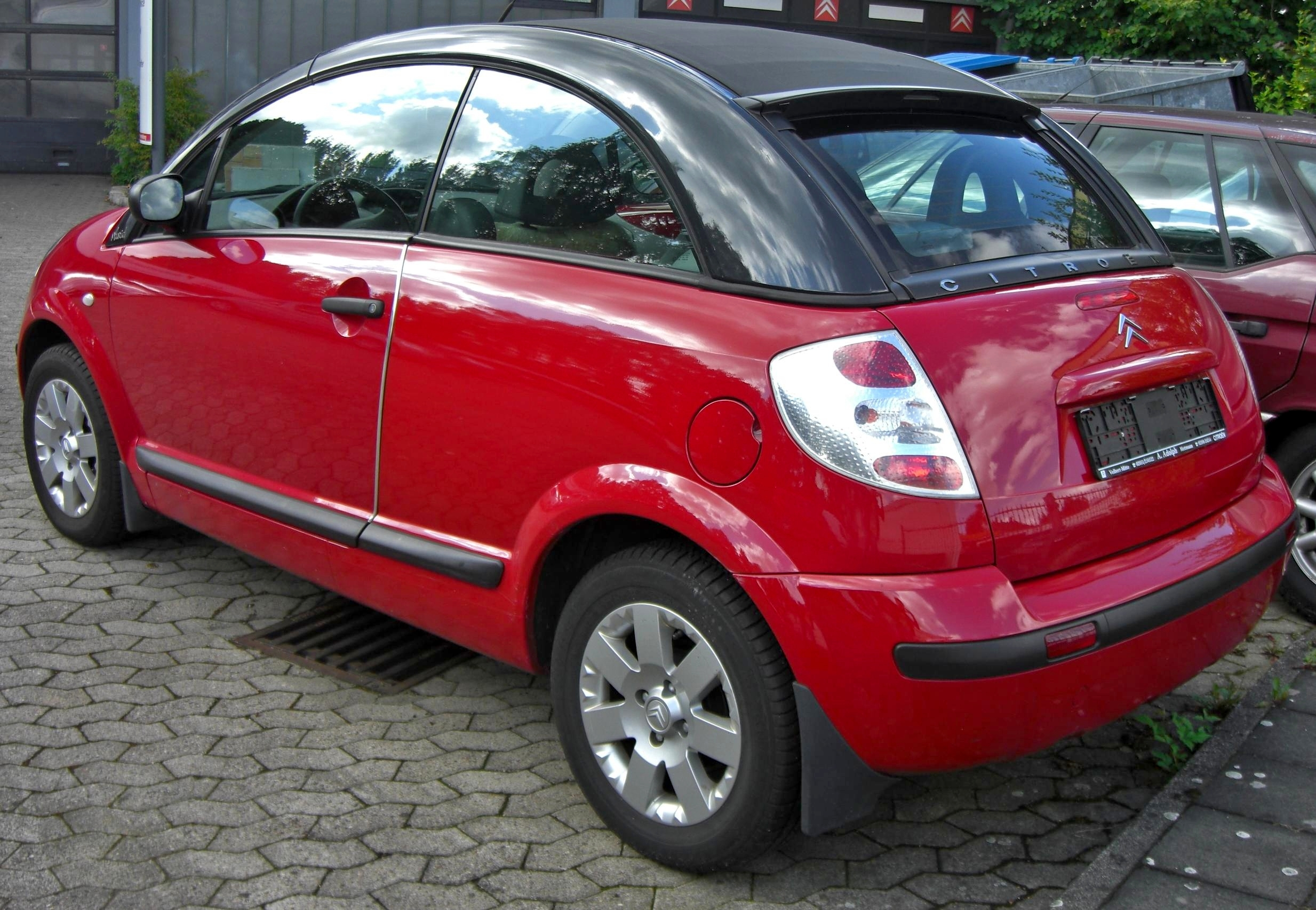
Citroen C3 Pluriel – tył

Na bazie modelu C3 pierwszej generacji powstał Citroën C3 Pluriel, produkowany w Madrycie od 2003 do 2010 roku. Jest to dwudrzwiowy kabriolet, o nietypowo składanym dachu. Dach można zsunąć do tyłu, po czym złożyć do bagażnika, a następnie zdemontować również łukowate belki, na które jednak nie znajdziemy miejsca w samochodzie. Dzięki temu otrzymamy auto o linii typowego kabrioletu. Samochód oparto na przedstawionym w 1999 roku na targach motoryzacyjnych we Frankfurcie prototypie.

### Wyposażenie
Wyposażenie wersji podstawowej obejmowało m.in.:
- ABS
- poduszki powietrzne
- wspomaganie kierownicy
- Radio CD/MP3

### Silniki
Model ten oferowany był z dwiema benzynowymi jednostkami napędowymi 1.4 73 KM oraz 1.6 16V 109 KM (tylko z sekwencyjną skrzynią SensoDrive), a także dieslem 1.4 HDi o mocy 68 KM.

## Druga generacja

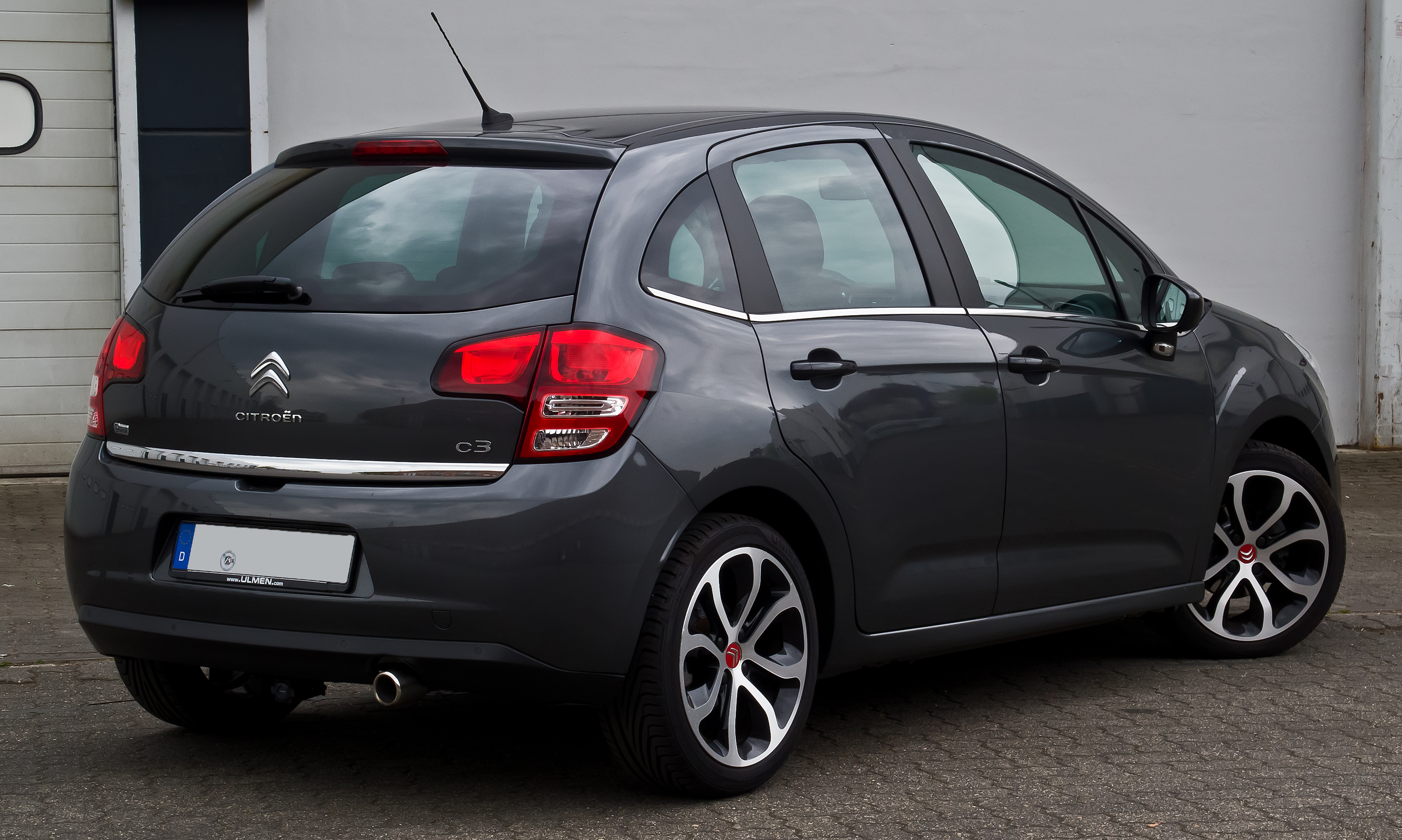
Citroën C3 II – tył przed liftingiem

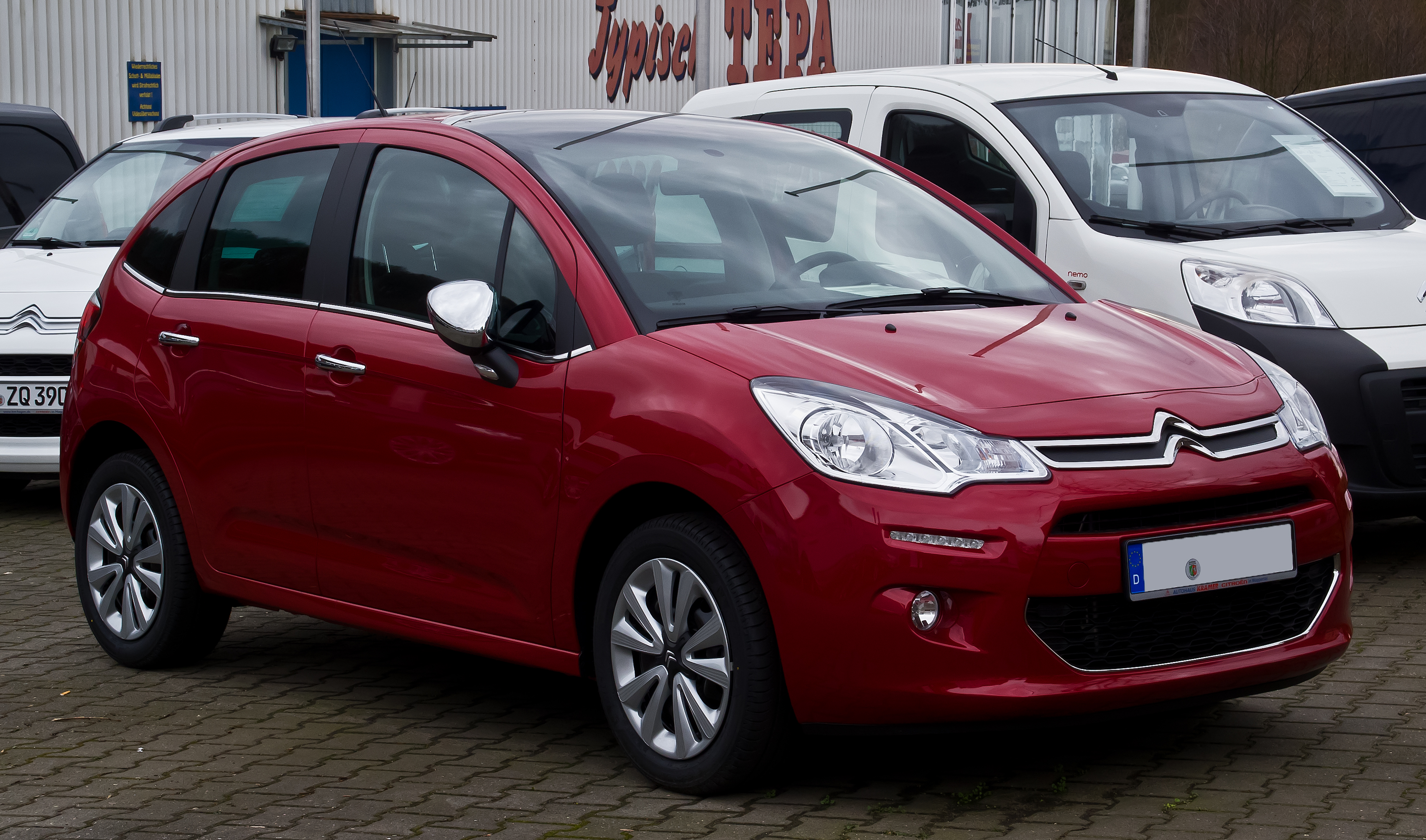
Citroën C3 II po liftingu

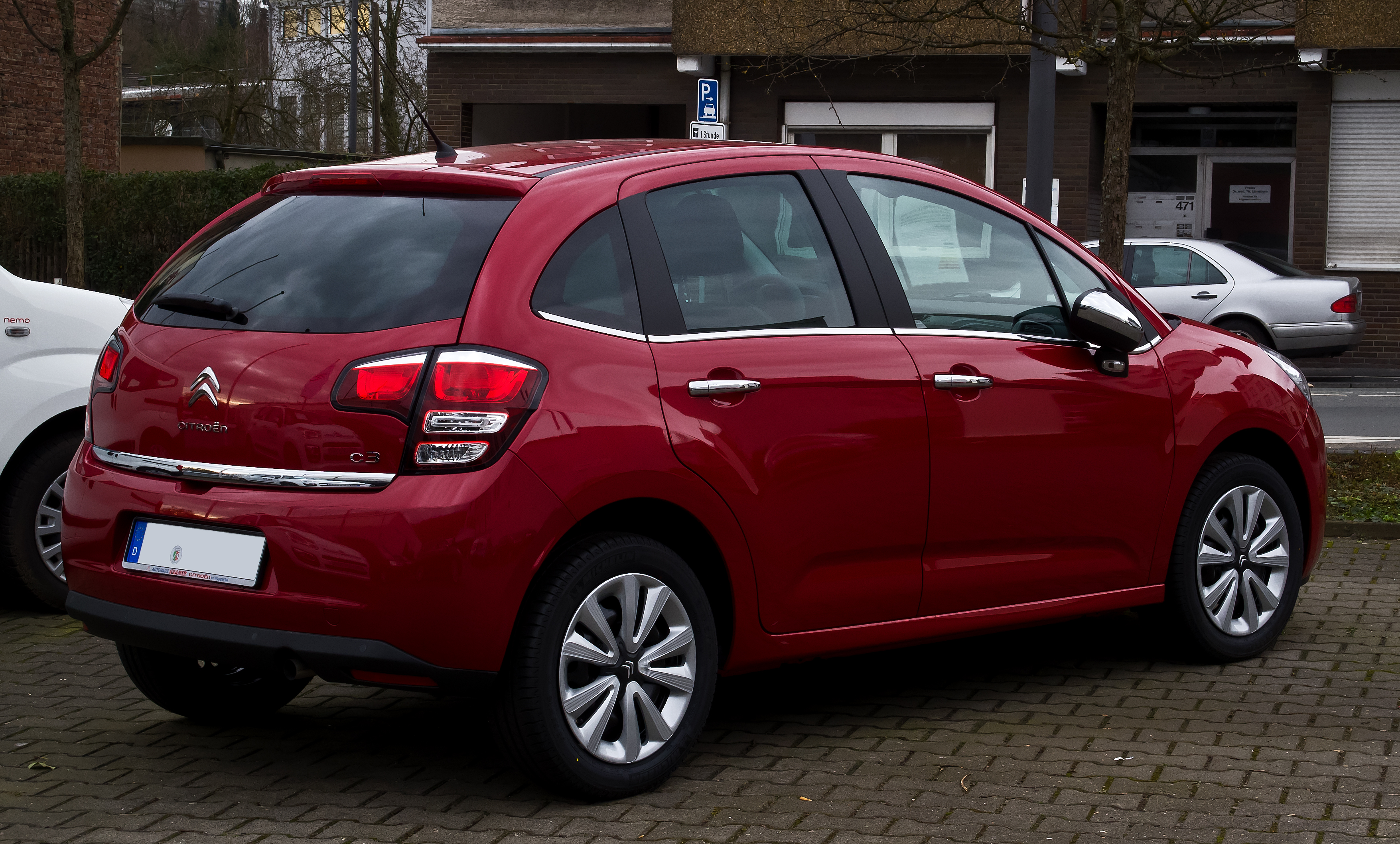
Citroën C3 II - tył po liftingu

Citroën C3 II został zaprezentowany po raz pierwszy w 2009 roku.
Druga generacja Citroëna C3 pojawiła się na polskim rynku w marcu 2010 roku. Elementem wyróżniającym ten model jest przednia panoramiczna szyba Visiodrive (Zenith) zachodząca przez dach aż do słupka B. W porównaniu z poprzednikiem samochód nieco urósł. Długość 394 cm (+ 8 cm), szerokość 171 cm (+ 5 cm). W gronie pojazdów segmentu B nie wyróżnia się rozmiarami (większe są Opel Corsa, Renault Clio czy Fiat Punto). Bagażnik ma pojemność 305 l, pakowanie mają ułatwiać liczne schowki.
Nietypowa przednia panoramiczna szyba Zenith zwiększająca pole widzenia pasażerów o 80 stopni do góry, w połączeniu z cienkimi słupkami ma dać wrażenie jazdy pod gołym niebem, zapewniając przy tym lepsze oświetlenie wnętrza. Podobne rozwiązanie zastosowano już w Citroenie C4 Picasso.
Citroën C3 II dostępny był m.in. z silnikiem wysokoprężnym o mocy 92 KM, emitującym 99 g CO2 na 1 km. W 2011 roku ilość dwutlenku węgla w spalinach została zredukowana do poziomu 95- 90 g/km dzięki wprowadzeniu nowych układów napędowych, obejmujących m.in. system Stop & Start drugiej generacji (automatyczne wyłączanie silnika podczas np. postoju na światłach). Oferowane były one z 5 i 6-stopniowymi, zautomatyzowanymi skrzyniami biegów. W wersjach napędzanych benzyną, nowa generacja 3-cylindrowych silników zapewniła emisję spalin poniżej 100 g CO2/km.

### Wyposażenie
- ABS
- poduszki powietrzne (maksymalnie 6)
- wspomaganie kierownicy
- radio CD MP3
- gniazdo USB oraz wejście typu Jack (pozwalające na podłączenie iPoda)
- zestaw głośnomówiący Bluetooth
- nawigacja satelitarna i zestaw car audio o jakości HiFi
- rozpylacz zapachów (znany z C4)
- podgrzewane fotele przednie
- elektrycznie ustawiane i składane lusterka
- czujniki parkowania (w autach z nawigacją satelitarną od 2013 roku dostępna również opcjonalna kamera cofania)
- czujnik deszczu i zmierzchu
- lusterko fotochromatyczne
- oświetlenie kameralne
- system Hi-fi z subwooferem w bagażniku
- klimatyzowany schowek
- światła dzienne w technologii LED (opcja dostępna od 2013 roku)

### Silniki
Benzynowe:
- R3 1.0 VTI 68 KM
- R4 1.1 60 KM
- R3 1.2 PureTech 82 KM
- R4 1.4 75 KM
- R4 1.4 16V VTI 95 KM
- R4 1.6 16V VTI 120 KM

Wysokoprężne:
- R4 1.4 HDI 70 KM
- R4 1.6 HDI 90 KM
- R4 1.6 HDI 110 KM

## Trzecia generacja

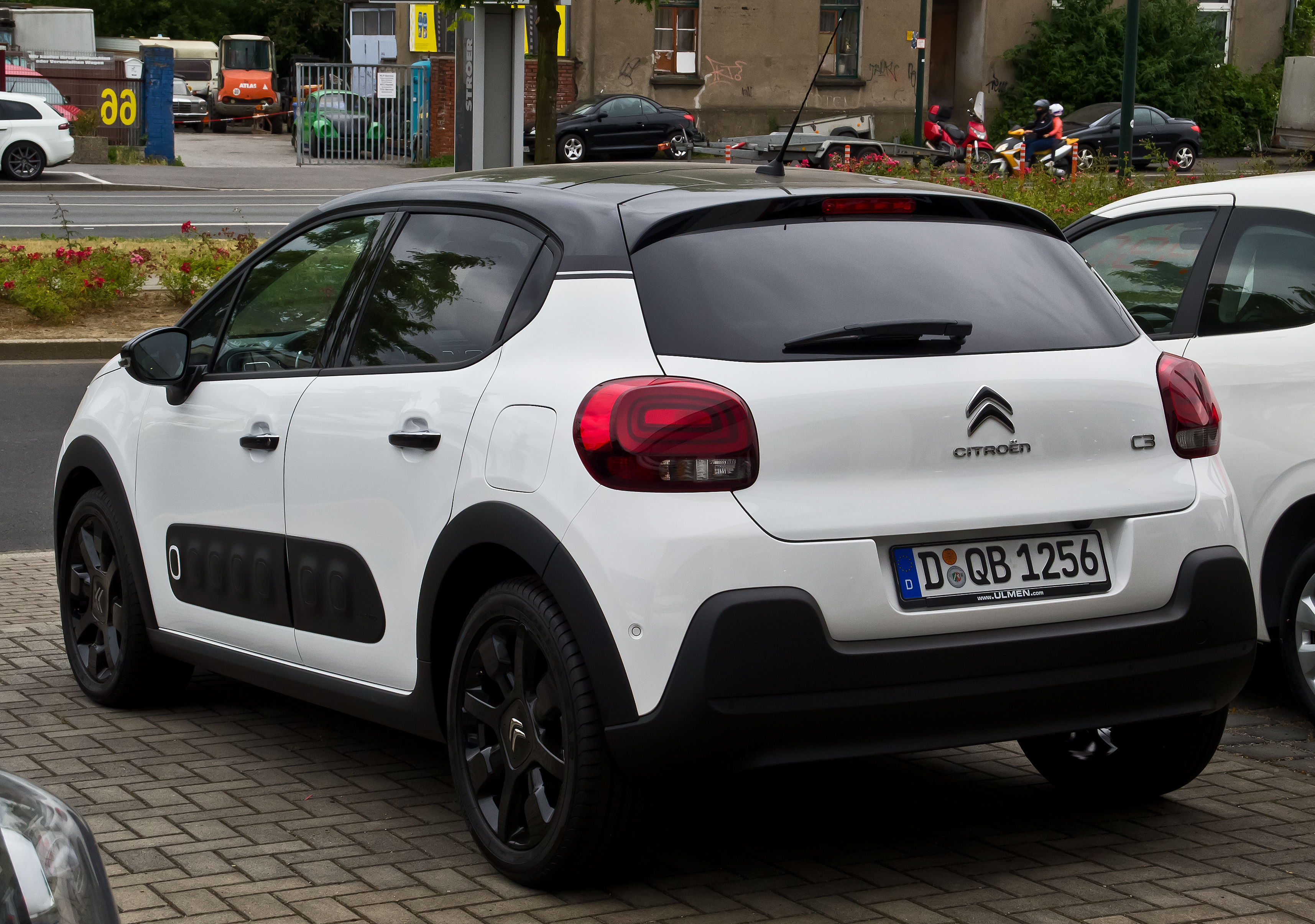
Citroën C3 III - tył

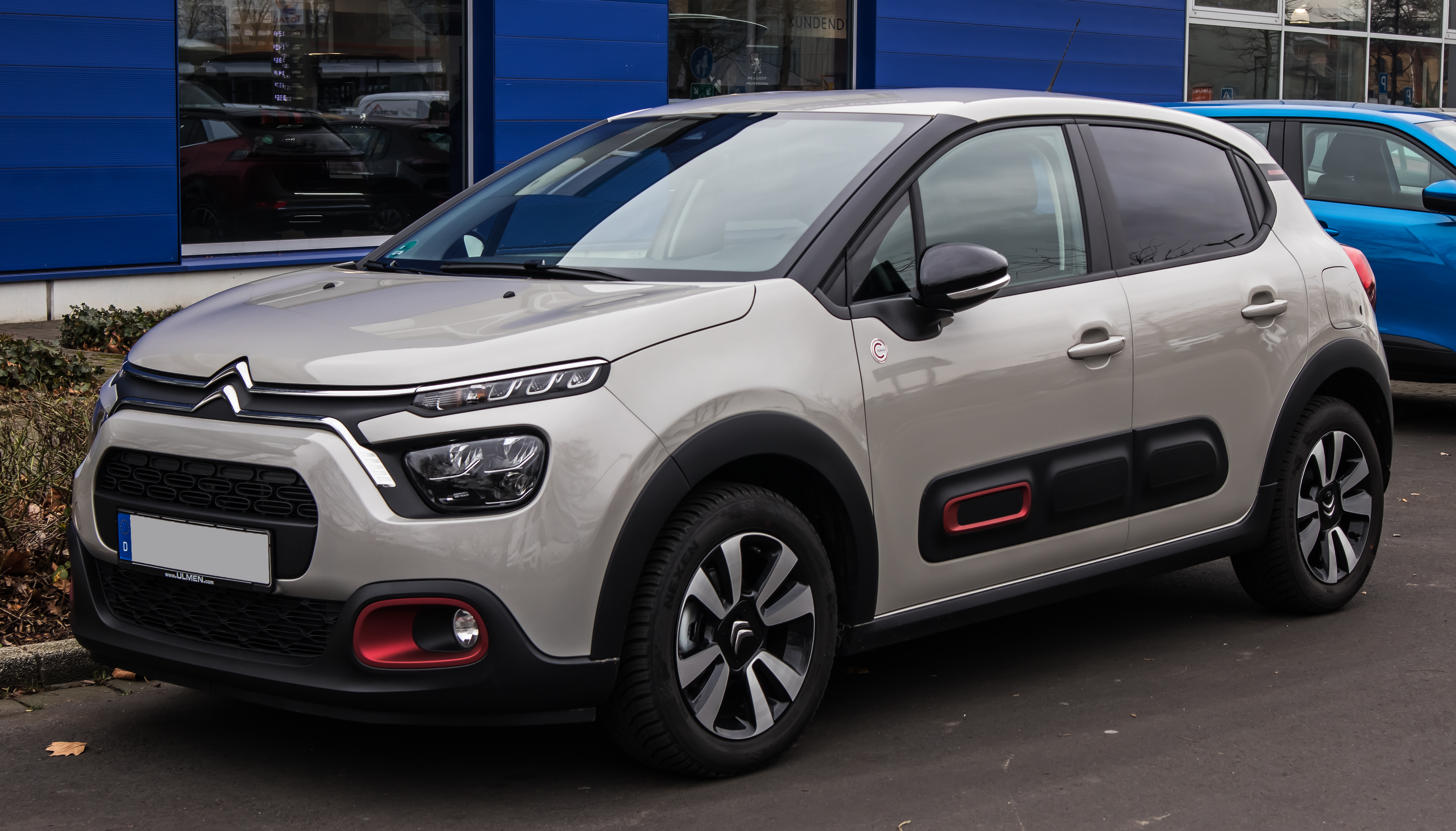
Citroën C3 III po liftingu

Citroën C3 III został zaprezentowany po raz pierwszy w 2016 roku.
Trzecia generacja modelu C3 została zaprezentowana w marcu 2016 roku na Geneva Motor Show. W przeciwieństwie do poprzedników miejski hatchback francuskiej marki reprezentuje dużo bardziej awangardową koncepcję nadwozia. Stylizacja trzeciego wcielenia C3 nawiązuje do najnowszego języka stylistycznego marki zapoczątkowanego przez takie modele, jak C4 Picassso drugiej generacji, czy C4 Cactus, który odznacza się trzema liniami przednich świateł - pierw wąski pasek diod do jazdy dziennej w technologii LED połączonych z logo marki, następnie reflektory, a na dole światła przeciwmgielne. Trzecia generacja C3 wyróżnia się także opcjami personalizacji wyglądu nadwozia - może ono otrzymać dwukolorowe malowanie, a także panele przeciwko uszkodzeniom airbump na dolnych częściach drzwi kierowcy i pasażera, również znane z modelu C4 Cactus. Miejski hatchback otrzymał inne proporcje, niż dotychczasowe dwa wcielenia - przy większym rozstawie osi jest wyraźnie dłuższy i szerszy przy zmniejszonej wysokości nadwozia.
Wnętrze C3 III utrzymano w minimalistycznej tonacji - główną rolę zgodnie z trendami odgrywa ekran dotykowy. Obok lusterka wstecznego opcjonalne jest możliwe zamówienie szerokokątnej kamery ConnectedCAM Citroën.
C3 trzeciej generacji trafiło na europejski rynek w połowie 2016 roku. Pokrewnym modelem opracowanym wspólnie z Oplem jest zaprezentowany jesienią 2017 roku miejski crossover C3 Aircross.

### Lifting
Wiosną 2020 roku zaprezentowano C3 po faceliftingu. Zmiany stylistyczne są subtelne: zmieniono jedynie nieco kształt grilla i lamp. Gama silnikowa pozostała bez zmian.

### Silniki
Citroen C3 otrzymał trzy silniki benzynowe 1.2 PureTech oraz dwa silniki diesla 1.6 BlueHDI. Najmocniejsze odmiany silników benzynowych oraz diesla można opcjonalnie zestawić z zautomatyzowaną skrzynią EAT6. Od 2018 roku silnik 1.2 PureTech 110KM jest połączony z sześciobiegową skrzynią manualną.

#### Silniki benzynowe
Silniki benzynowe to trzycylindrowa konstrukcja PureTech znana z innych modeli koncernu PSA. Najmocniejsza odmiana 110KM jest wyposażona w turbosprężarkę.
| Oznaczenie           | Pojemność (ccm) | Moc (KM) | Moment obrotowy (Nm) | Zużycie paliwa (miasto / trasa / cykl mieszany) | Przyspieszenie 0 - 100 km/h | Prędkość maksymalna (km/h) |
| -------------------- | --------------- | -------- | -------------------- | ----------------------------------------------- | --------------------------- | -------------------------- |
| 1.2 PureTech 68      | 1199            | 68       | 106                  | 5,7 / 4,1 / 4,7                                 | 14,2                        | 165                        |
| 1.2 PureTech 82      | 1199            | 82       | 118                  | 5,7 / 4,1 / 4,7                                 | 13                          | 168                        |
| 1.2 PureTech 110 S&S | 1199            | 110      | 205                  | 5,6 / 4,1 / 4,6                                 | 9,8                         | 188                        |

#### Silniki Diesel
Silniki Diesla to oszczędne i ekologiczne jednostki wyposażone w system AdBlue. Oba silniki wyposażone są w 4 cylindry.
| Oznaczenie      | Pojemność (ccm) | Moc (KM) | Moment obrotowy (Nm) | Zużycie paliwa (miasto / trasa / cykl mieszany) | Przyspieszenie 0 - 100 km/h | Prędkość maksymalna (km/h) |
| --------------- | --------------- | -------- | -------------------- | ----------------------------------------------- | --------------------------- | -------------------------- |
| 1.6 BlueHDi 75  | 1560            | 75       | 233                  | 4.3 / 3.2 / 4.6                                 | 13,8                        | 169                        |
| 1.6 BlueHDi 100 | 1560            | 100      | 254                  | 4.3 / 3.2 / 4.6                                 | 10,6                        | 188                        |

## Czwarta generacja

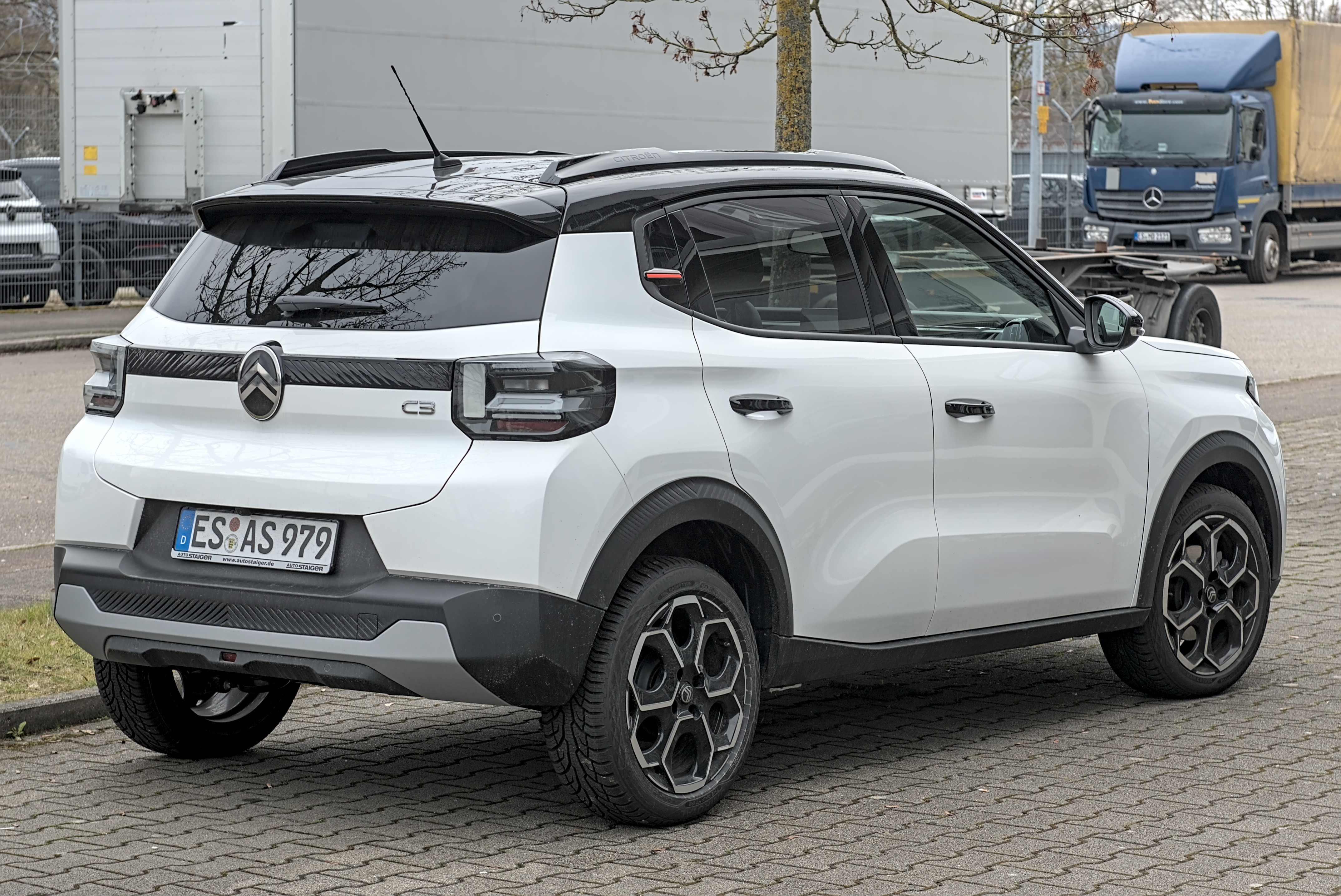
Citroën C3 IV – tył

Citroën C3 IV Światowa premiera nowego Citroena miała miejsce w Paryżu. Pierwsze egzemplarze, w tym wersje spalinowe i elektryczne, zapowiadane są do dostarczenia klientom od września. Nowy C3 jest produkowany w fabryce w Trnawaie na Słowacji, a produkcja w Serbii uzupełnia tę fabrykę, co potwierdza ambicje Citroena dotyczące produkcji niedrogich modeli elektrycznych w Europie. 
Wygląd - Nowy Citroen C3 2024 wyróżnia się podwyższonym prześwitem (197 mm) i wysokością (1577 mm), co nadaje mu wygląd miejskiego SUV-a. Zwiększony prześwit i wysokość pozwalają mu lepiej radzić sobie z nierównościami na drodze. Dostępne są różne wersje wykończenia, m.in. Live, Feel, Feel Pack, C-Series, Shine i Shine Pack, z różnym wyposażeniem standardowym i akcesoriami. Wersja "Max" oferuje m.in. dwukolorowe nadwozie, belki dachowe, osłony podwozia, 17-calowe felgi aluminiowe, tylne światła LED i przyciemniane szyby.

## Wersje wyposażenia
- You
- Plus
- Max

Dla odmiany elektrycznej:
- e-C3 You
- e-C3 Max

Na wyposażenie standardowe wersji You składają się takie elementy jak m.in. reflektory ledowe, 16-calowe koła, zestaw sześciu poduszek powietrznych, zawieszenie Advanced Comfort, klimatyzacja manualna, stacja na smartfona, tylne czujniki parkowania, elektrycznie sterowane szyby przednie oraz kanapa składana w proporcji 40/60.
| Silnik                         | Pojemność skokowa [cm³] | Moc maksymalna [KM] ( [kW] ) przy obr./min | Maks. moment obrotowy [Nm] przy obr./min | Układ i liczba cylindrów | Układ rozrządu/liczba zaworów | Przyśpieszenie 0-100 km/h (s) | Prędkość maksymalna km/h | Spalanie miasto/trasa/średnio (l/100km) | Emisja CO2 (g/km) |
| 1.2 PureTech MildHybrid (MHEV) | 1199                    | 110(81)MHEV 100(81)                        | 205                                      | R3                       | 12                            | 11,2                          | 160                      | 5,4                                     | 123               |
| 113 KM Electric (BEV)          | 0                       | 113(83)                                    | 122                                      | -                        | -                             | 11.0/11.5                     | 132                      | 16,8 kWh                                | 0                 |